# Kungliga Musikaliska Akademiens hus
Ej att förväxla med KMA:s nuvarande lokaler i det närbelägna Utrikesministerhotellet.

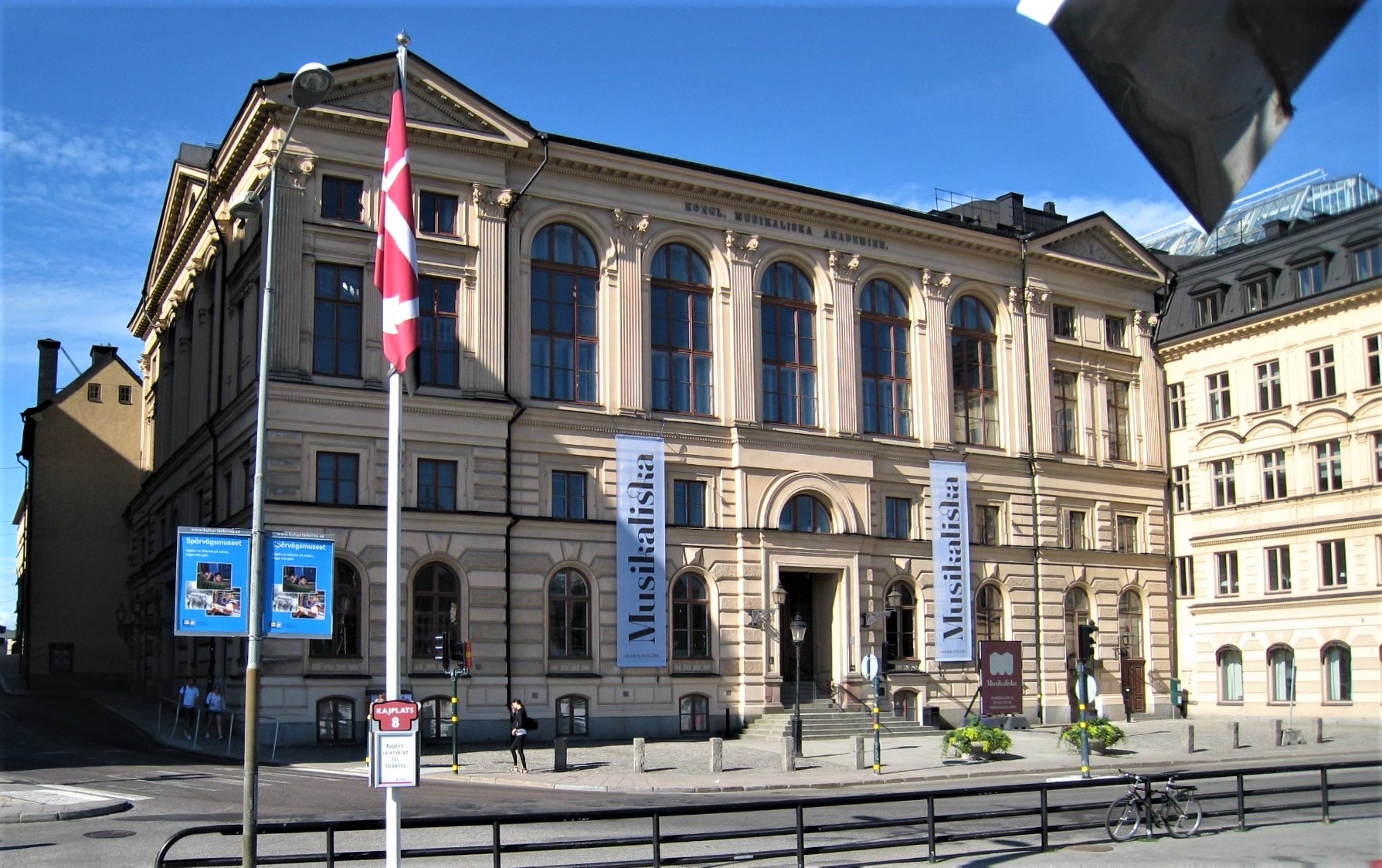
Kungliga Musikaliska Akademiens hus på Nybrokajen 11 i Stockholm.

Kungliga Musikaliska Akademiens hus eller förkortat (Gamla) Ackis, sedan 1998 även Nybrokajen 11 eller Musikaliska, är en konsertlokal på Nybrokajen i Stockholm som tidigare var Musikaliska Akademiens stora sal, och är idag en konsertscen driven av Stockholms Läns Blåsarsymfoniker.
I huset finns en välbevarad konsertsal, med inredning i vitt och guld, där gjutjärnskolonner bär upp två motställda läktare. Den restaurerade[när?] konsertsalen anses erbjuda en god akustik, och rymmer drygt 600 personer. 
Musikaliska akademien har numera sina lokaler i det gamla Utrikesministerhotellet i samma kvarter, på Blasieholmstorg 8.

## Historik

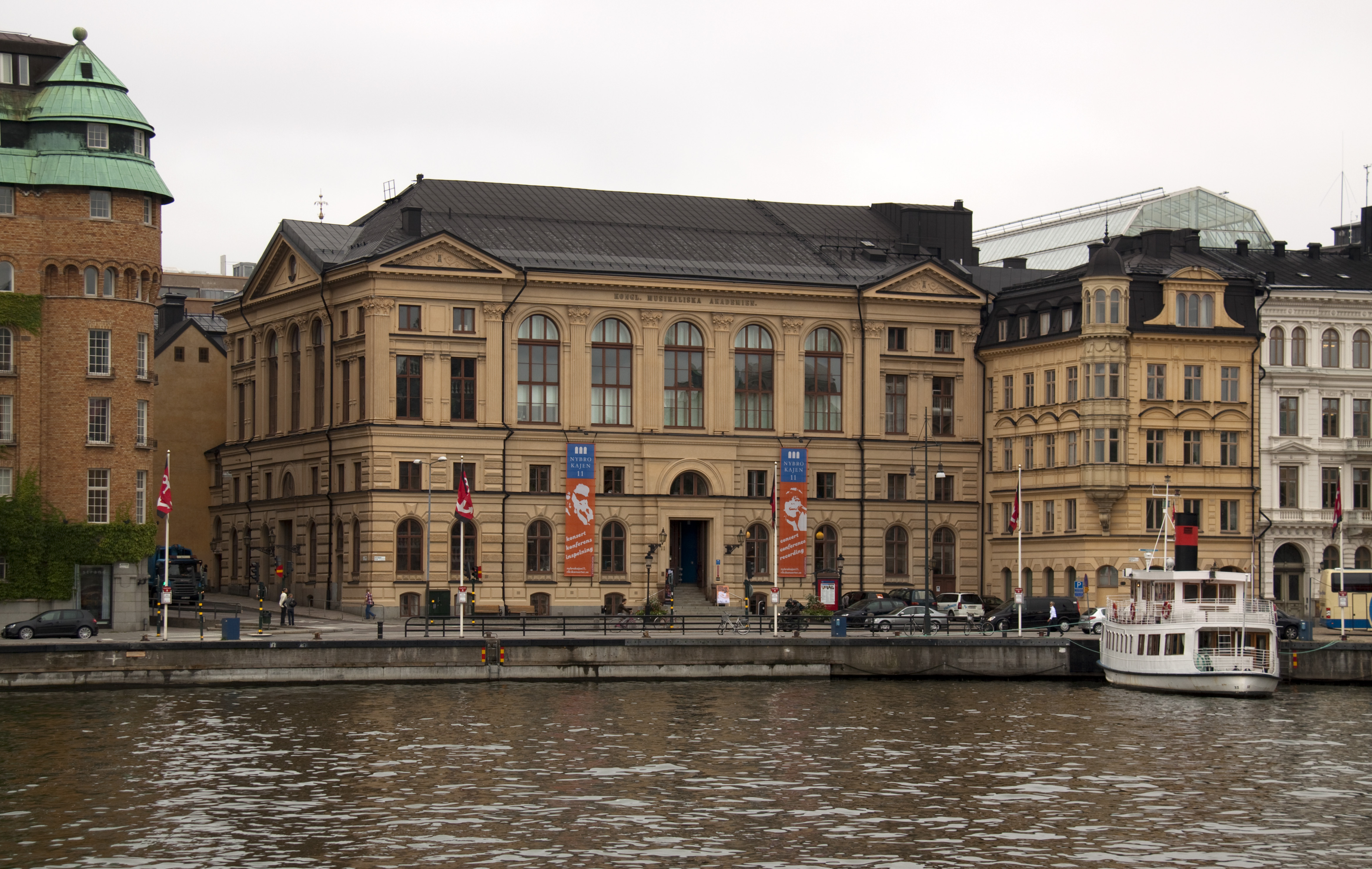
Kungliga Musikaliska Akademiens hus på Nybrokajen 11 i Stockholm. Till höger om akademiens hus skymtar det Kjellbergska huset, vars torn har osignerade ritningar av Johan Fredrik Åbom.

Huset invigdes 1878, efter ritningar av Johan Fredrik Åbom, och inrymde då den högre musikutbildningen i landet, inklusive Musikaliska Akademien och dess bibliotek.
I salen ägde den allra första utdelningen av Nobelpriset rum, den 10 december 1901. År 1957 flyttade musikutbildningen till Kungliga Musikhögskolan vid Valhallavägen, och 1981 slogs biblioteket samman med Musikmuseet samt flyttade till lokaler på Torsgatan 19 i Stockholm. 
Fram till slutet av 2010 var Rikskonserter huvudman för huset, som också inrymde andra musikinstitutioner, bland andra Sveriges Körförbund, RUM - Riksförbundet Unga Musikanter och SOF - Sveriges Orkesterförbund. 
Ny huvudman för Nybrokajen 11 blev 2011 Länsmusiken i Stockholm, som fram till 2021 drev denna Sveriges äldsta konsertscen tillsammans med Blåsarsymfonikerna. Sedan 2022 drivs verksamheten under namnet Musikaliska Kvarteret av bolaget med samma namn.

## Arkitektur
Kungliga Musikaliska Akademiens hus är en representativ symbolbyggnad för landet, uppfört under en av de mest expansiva perioder i huvudstadens historia.  Johan Fredrik Åbom och Fredrik Wilhelm Scholander introducerade den nyklassicistiska stilen i Sverige och båda blev genom Överintendentsämbetet involverade i husets gestaltning. Byggnaden återspeglar en brytningspunkt mellan traditionellt och industriellt byggande från murade väggar till inre lättstruktur av gjutjärn. Vid dess invigning visade huset en hög standard på tekniska bekvämligheter så som gasbelysning, vattentoaletter, uppvärmning med varmluft, mekanisk ventilation, mm.
Husets arkitektur hämtar inspiration från samtida konserthallar som Vigadó konserthus i Budapest (1859), Musikverein i Wien (1870) eller Beethovenhalle i Bonn (1870). Det finns även likheter med ett antal monumentala samtida byggnader i Stockholm. Vid uppförandet av KMA:s hus fanns det redan ett antal teater- och operascener samt nöjesscener i huvudstaden bland dessa Berns salonger 1863 samt de nya teatrarna på Djurgården 1867 och Blasieholmen 1875. Huset är dessutom en i raden av de nya praktfulla publika byggnader ägnade akademisk undervisning som byggdes i Stockholm på 1800-talet, så som Konstakademiens hus ombyggt 1846, Kungliga Tekniska Högskolan nybyggd 1863, Karolinska Institutet nybyggt 1866, osv. Stockholm växte under andra hälften av 1800-talet från en småstad till en storstad av kontinentalt snitt. I denna process uppfördes Musikaliska Akademiens hus som en bland representativa byggnader som skulle prydda huvudstaden, i sällskap av Nationalmuseet 1866, Kungliga Biblioteket 1877, m fl.
Konsertsalen blev ett av huvudstadens mest rymliga, praktfulla och påkostade rum. Stora salen har med rätta ansetts vara Stockholms akustiskt mest förstklassiga konsertsal och har under 1900-talet flitigt utnyttjats för skivinspelningar. 
Akademiens byggnad imponerade inte på samtiden, varken från arkitektoniskt, praktiskt eller estetiskt synpunkt. Åboms nyklassicistiska stil i allmänhet och Kungliga Musikaliska Akademiens hus i synnerhet fick utstå kritik, framförallt från anhängare till de nyuppkomna arkitekturstilarna vid föra sekelskiftet. Åboms verk var ”symbolisk för den svenska tråkigheten, märkta av hantverksmässiga tristess” medan KMA:s hus ansågs otidsenligt, ofunktionellt och rent av farligt i brandfrågor. Huset blev utdömd till rivning i början av 1900-talet och rensades 1960 på dess ursprungliga fasadutsmyckning. Fasadens hyvling på dekorativ utsmyckning väckte i efterhand starka reaktioner och ledde till diskussioner om husets bevaring. En omvärdering av Åboms arkitektur och husets kulturhistoriska värden på 1970-talet har lyft huset i nytt ljus och har lett till en omfattande restaurering på 1990-talet. Åboms nyklassicistiska fasadarkitektur kännetecknas här av symmetri, hög rusticerad sockelvåning och dithörande mezzanin i nedre del och reslig kolossalordning uppåt, ett samspel mellan vertikaler och horisontaler i låg relief. De stora rundbågiga fönstren signalerar utåt stora konsertsalens placering i huset.

### Fotnoter
1. ↑  Värdebeskrivning 2011, SFV:s arkiv.